# Ypthima chenu
Ypthima chenu är en fjärilsart som beskrevs av Félix Édouard Guérin-Méneville 1843. Ypthima chenu ingår i släktet Ypthima och familjen praktfjärilar. Inga underarter finns listade i Catalogue of Life.